# Solanum lucens
Solanum lucens är en potatisväxtart som beskrevs av Sandra Diane Knapp. Solanum lucens ingår i släktet skattor som ingår i familjen potatisväxter. Inga underarter finns listade i Catalogue of Life.